# Теба (Египат)
Теба (позната и као грч.) – „Небески град“, пандан древном египатском niwt – „Град“ и niwt-rst – „Јужни град“) је био град у старом Египту, који се налазио на месту данашег Луксора, 725 km од Каира, на источној обали Нила.
Теба је била седиште тебанске тријаде: Амона, Мут и Консуа и називана је до краја Новог царства – „Амонов град“ (niwt-imn). Стари Грци су град звали Διόσπολις односно – „Зевсов град“, а разлог је што су поистовећивали Амона са Зевсом. Како би га разликовали од других градова истог имена додали су му и μεγάλη („велики“). Римљани су му дали име Diospolis Magna.
Теба је била главни град четврте горњоегипатске номе - Waset и престоница Египта у доба Једанаесте династије и Осамнаесте династије. Током Деветнаесте династије седиште се премешта у област делте.
Теба је пропала у доба асирске окупације Египта, када су спаљени и опљачкани храмови, а становници одведени у робове.

## Топонимија
| R19 |

| R19 |

| R19 |

| R19 |

| R19 | t · niwt |

| R19 | t · niwt |

| R19 | t · niwt |

| R19 | t · niwt |

| niwt · t · Z1 | M24 | t |

| niwt · t · Z1 | M24 | t |

| niwt · t · Z1 | M24 | t |

| niwt · t · Z1 | M24 | t |

| O28 | nw · niwt | Sma |

| O28 | nw · niwt | Sma |

| O28 | nw · niwt | Sma |

| O28 | nw · niwt | Sma |

Египатско име Тебе је било wꜣs.t, „Град wꜣs”, септер фараона, дугачки предмет са животињском главом и рачвастом базом. Од краја Новог краљевства, Теба је позната у египатском језику као niwt-'imn, „Град Амона”, главног божанства Тебанске тријаде чији ду други чланови били Мут и Консу. Ово име Тебе се јавља у Библији као „” (נא אמון) у књизи пророка Наума а исто тако коа „Но” (נא) што је поменуто у књизи пророка Језекиља и Јеремије.

## Карактеристике

### Географски положај
Теба је била јужни центар старог Египта. Заузимала је веома погодан географски положај, на раскрсници важних трговачких путева, који су Египат спајали са Нубијом, одакле су долазили злато, слонова кост и робови. Други важан пут водио је до обале Црвеног мора, према Синају, где су се налазили рудници бакра. Трећи пут водио је ка југу, према земљи Пунт. Изграђена је углавном на алувијалним равницама долине Нила која прати велику кривину Нила. Као природни исход, град је положен у правцу североисток-југозапад паралелно са савременим речним каналом. Теба је имала површину од 93 km2 (36 sq mi) која је обухвата делове Тебанских брда на западу који кулминирају у светом ал-Курну на надморској висини 420 m (1.380 ft). На истоку лежи планинска источна пустиња са својим вадисима који се уливају у долину. Значајан међу овим вадијима је Вади Хамамат у близини Тебе. Коришћен је као копнени трговачки пут до обале Црвеног мора. Вади Хамамат је био примарни трговачки пут који је повезивао Египат са Црвеним морем још од преддинастичких времена. Урук цивилизација је пренета у Египат дуж овог коридора. Сматра се да се главни град Прве династије, Тинис из тог разлога налазио у истом региону као и Теба. Оба града су се налазила на раскрсници путева у Горњем Египту између Нила у правцу север-југ и Сарахан караванских путева који су се повезивали са поморским рутама Црвеног мора преко Вади Хамамата у правцу исток-запад. Вади ел-Хол се такође налази у близини Тебе. Чини се да натписи на стенама у долини показују најстарије примере фонетског алфабетског писања откривене до данас.. Ова долина је повезивала Тебу са оазом у западној пустињи. Значајан је по првом натпису на прото-синатском алфабету, који се појавио убрзо након што је Теба постала престоница Египта.
Оближњи градови у четвртом горњоегипатском ному били су Пер-Хатор, Маду, Ђерти, Јуни, Сумену и Имиотру.

### Демографија
Према Џорџу Моделском, Теба је 2000. године пре нове ере имала око 40.000 становника (у поређењу са 60.000 у Мемфису, највећем граду на свету у то време). До 1800. године п. н. е., становништво Мемфиса се смањило на око 30.000, што је Тебу учинило највећим градом у Египту у то време. Историчар Ијан Морис је проценио да је до 1500. године п. н. е. Теба можда постала највећи град на свету, са популацијом од око 75.000, положај који је држала до око 900. године п. н. е., када ју је надмашио Нимруд (између осталих).

### Економија
Археолошки остаци Тебе пружају упечатљиво сведочанство о египатској цивилизацији на врхунцу. Грчки песник Хомер величао је богатство Тебе у Илијади, књига 9 (око 8. века п. н. е.): „... у египатској Теби сијају гомиле скупоцених ингота, Теби са стотину капија.”

### Култура
У Теби се обележавало више од шездесет годишњих фестивала. Највећи фестивали међу њима, према Едфу географском тексту, били су: Лепа гозба Опет, Хојак (Фестивал), Фестивал I Шемуа и Фестивал II Шемуа. Још једна популарна прослава била је Лепи фестивал долине који је налик на Ноћ вештица.

## Историја

### Доба Средњег царства
Средње царство је период мира и враћања на узоре и традицију Старог царства. Јавља се нова спољна политика. Неки аутори сматрају да је улога и статус краља мања него раније.
После победе над Хераклеопољом номарси Тебе успевају да поново уједине земљу. Ментухотеп Небхепет Ре је ујединитељ земље и први пут престоница постаје Теба.
Током Једанаесте династије имена свих владара Тебе почиње са Ментухотеп. У овом периоду опада уметничка продукција, културни импулс намеће престоница, формирају се уметничке радионице у престоници које не утичу на радионице у провинцији, јачају локални обичаји...
Јавља се и нови тип гробница, гробнице у стени, првенствено за приватна лица (У Бени Хасану је откривено 39 гробница у стени), као и нови тип храма. Пример је храм Ментухотепа Небхепет Реа у Деир ел Бахарију, који је комбинација гробнице у стени и пирамиде.
Оснивач Дванаесте династије је Аменемхет I, који престоницу из Тебе премешта у област Фајума где оснива нови град Аменемхет Итауи, чије име значи онај који држи две земље.

### Ново царство
Хикси продиру у Египат крајем четрнаесте династије и наредне, петнаеста и шеснаеста су тзв. династије Хикса, за време којих се престоница сели у Аварис у северозападном делу делте Нила. Од освајача су Египћани преузели војну технику, борна кола и компактни лук. Седамнаеста династија из Тебе је претендовала на власт и покорили су Хиксе. Ахмозе I, оснивач осамнаесте династије, осваја Аварис и истерује их из Египта. 
Иако је престоница у Мемфису, Теба је веома важан центар.
Промене се дешавају током владавине Аменхотепа IV који мења име у Ехнатон, врши реформу религије и сели престоницу у Ахетатон односно Тел ел Амарну, што доводи до великог отпора табанског свештенства. У време владавине Тутанкатона, који мења име у Тутанкамон, престоница поново постаје Теба.
Рамзес II је преместио престоницу из Тебе у новоизаграђени Пер-Рамзес у делти Нила.

## Налазишта
Тебанску некрополу чини неколико важних локалитета, то су гробнице владара Једанаесте династије, које се називају саф гробнице (саф на арапском значи ред, низ), гробнице владара Седамнаесте династије, гробнице владара Осамнаесте династије налазе се у долини краљева. Ова долина се дели на западну (гроб Аменофиса I) и источну долину у којој се налазе 62 гроба, од којих је последњи Тутанкамонов). 
Најпознатија налазишта су:
- Храм у Карнаку
- Храм у Луксору
- Долина краљева
- Долина краљица
- Мединет Хабу - загробни комплекс Рамзеса III
- загробни комплекс Рамзеса II
- Деир ел Медина
- Деир ел Бахри - храмови Ментухотепа II, Хатшепсут
- Малката палата Аменхотепа III
- Мемнонови колоси